# シム・メウカ
シュマイラ・ザイオン・メウカ（Shumaira Zion Mheuka, 2007年10月20日 - ）は、イングランドのウェスト・ミッドランズ州バーミンガム出身のプロサッカー選手。プレミアリーグのチェルシーFC所属。ポジションはフォワード。

## 経歴
9歳の頃からブライトン・アンド・ホーヴ・アルビオンFCのユースアカデミーに所属し、14歳の時点で既にU-18チームでプレーしていた。
2022年7月よりチェルシーFCのユースアカデミーに加入。
2024年12月12日、UEFAカンファレンスリーグのFCアスタナ戦に途中出場してトップチームデビュー。2025年2月25日のサウサンプトンFC戦でプレミアリーグの公式戦に初出場した。

## 代表歴
2024年のUEFA U-17欧州選手権、2025年のUEFA U-19欧州選手権にイングランド代表で出場した。

## 人物
父のマルコムはジンバブエ出身の元サッカー選手。弟のテンダはブライトン・アンド・ホーヴ・アルビオンFCのユースアカデミーに所属している。
アディダスとスポンサー契約を結んでいる。